# Dresslerella powellii
Dresslerella powellii är en orkidéart som först beskrevs av Oakes Ames, och fick sitt nu gällande namn av Carlyle August Luer. Dresslerella powellii ingår i släktet Dresslerella och familjen orkidéer. Inga underarter finns listade i Catalogue of Life.